# ژاک مورل (قایقران روئینگ)
ژاک مورل (فرانسوی: Jacques Morel‎؛ زادهٔ ۲۲ سپتامبر ۱۹۳۵) قایقران روئینگ اهل فرانسه بود.